# Лафайет (окръг, Мисисипи)
Вижте пояснителната страница за други значения на Лафайет.
Окръг Лафайет (на английски: Lafayette County) е окръг в щата Мисисипи, Съединени американски щати. Площта му е 1759 km², а населението - 38 744 души (2000). Административен център е град Оксфорд.